# Причинение смерти по неосторожности
Причине́ние сме́рти по неосторо́жности, или уби́йство по неосторо́жности — причинение смерти другому человеку, совершённое человеком по легкомыслию или небрежности, без умысла на лишение жизни.

## Терминология
В большинстве государств мира данное преступление называется «неосторожное убийство» или «убийство по неосторожности» (см., например, ст. 124 УК Азербайджана, ст. 119 УК Украины). 
В законодательстве РСФСР и союзных республик СССР, до распада Советского Союза, неосторожное причинение смерти официально именовалось «Убийство по неосторожности» и именно в такой формулировке входило в Уголовный кодекс РСФСР 1960 года (статья 106, «Убийство по неосторожности»). Таким образом, любое причинение смерти другому человеку квалифицировалось как «убийство», обстоятельства же причинения смерти и субъективная его сторона определялись уточнениями: 
- «умышленное»,
- «в состоянии сильного душевного волнения, вызванного противозаконными действиями потерпевшего»,
- «при превышении пределов необходимой обороны»,
- «по неосторожности».

В настоящее время в российской юридической терминологии «убийством» именуется только умышленное причинение смерти, то есть юридически, в соответствии с УК РФ, «убийство по неосторожности» не может существовать, так как понятие «убийство» уже указывает на форму вины в виде умысла на причинение смерти, неосторожным может быть, следовательно, только причинение смерти.
Такая же терминология используется в уголовном законодательстве ряда государств постсоветского пространства: УК Беларуси, Армении, Грузии, Казахстана, Кыргызстана, Таджикистана, Туркменистана, Узбекистана. В ст. 123 УК Латвии состав называется «неправомерное причинение смерти по неосторожности», в ст. 149 УК Молдовы — «лишение жизни по неосторожности».

## Трактовка

### в УК РФ
Определение
Причинением смерти по неосторожности в Уголовном кодексе РФ признаётся действие или бездействие, объективно повлёкшее за собой смерть другого человека, но совершённое не умышленно, а в результате неосторожности, то есть когда виновный не предвидел, хотя мог и должен был предвидеть, что его деяние приведёт или может привести к смерти другого человека (преступная небрежность); либо же предвидел, но безосновательно предполагал, что этого не произойдёт, либо рассчитывал этого избежать (преступное легкомыслие).
Таким образом, причинение смерти по неосторожности отличается от умышленного убийства отсутствием намерения или сознательного допущения причинить смерть, а от невиновного причинения смерти — наличием у причинившего смерть достаточных оснований полагать своё поведение опасным для жизни других людей.
Комментарий к Уголовному кодексу отграничивает причинение смерти по неосторожности от случайного причинения смерти (за которое уголовная ответственность исключается), применяемое в случаях:
1. если лицо предвидело возможность причинения смерти другому человеку и, не желая этого, предприняло все необходимые, по его мнению, меры для предотвращения наступления смерти, но смерть наступила по независящим от него причинам;
2. если лицо не предвидело, не могло и не должно было предвидеть наступления смерти другого человека.

Наказание
Уголовное законодательство большинства государств с древних времён разделяет понятия умышленного и неосторожного причинения смерти и назначает за последнее более мягкое наказание. Так и в современном Уголовном кодексе Российской Федерации существует «Статья 109. Причинение смерти по неосторожности», которая содержит в санкции статьи более лёгкое наказание, чем за убийство (статья 105 УК РФ, вплоть до смертной казни):
- Принудительные работы, либо ограничение свободы, либо лишение свободы сроком до двух лет.
- Принудительные работы, либо ограничение свободы, либо лишение свободы сроком до трёх лет — если смерть была причинена вследствие ненадлежащего исполнения виновным своих профессиональных обязанностей.
- Принудительные работы, либо ограничение свободы, либо лишение свободы сроком до четырёх лет — если смерть была причинена двум или более лицам.

Также в двух последних случаях виновному может быть запрещено заниматься определённой деятельностью или занимать определённые должности на тот же максимальный срок.

### в УК Украины
В Уголовном кодексе Украины причинение смерти по неосторожности (ст. 119, укр. Вбивство через необережність) наказывается ограничением свободы на срок от 3 до 5 лет либо лишением свободы на тот же срок, а причинение смерти по неосторожности двум или более лицам — лишением свободы на срок от 5 до 8 лет.

### в США
Похожим образом трактуется непреднамеренное убийство в США (англ. manslaughter).

## В культуре
- х/ф «Средь бела дня…» (1982)